# Černobylská jaderná elektrárna II
Černobylská jaderná elektrárna II (ukrajinsky Чорнобильська АЕС-II) byla plánovaná jaderná elektrárna na Ukrajině. Nacházet se měla poblíž města Pripjať v Kyjevské oblasti. Projekt jaderné elektrárny byl vytvořen na konci 70. let jako rozšíření výrobních kapacit Černobylské jaderné elektrárny. Po roce 1986 byl projekt výstavby zrušen, ačkoliv se ještě několikrát později diskutovalo o realizaci. O druhé jaderné elektrárně v Černobylu je známo jen velmi málo informací, protože majorita dokumentů o ní hovořící nebyla nikdy odtajněna.

## Historie a technické informace

### Počátky
Již v roce 1978 se plánovalo rozšíření elektrárny na kapacitu 8000 MW. Samotná lokalita a chladicí jezero však byly navrženy pouze pro čtyři reaktory, maximálně pro šest. Viktor Brjuchanov v rozhovoru v roce 2010 řekl, že podobně velké zařízení, jako je Černobylská jaderná elektrárna, bylo proto plánováno na druhém břehu řeky Pripjať nedaleko stávající elektrárny. Jak mělo být zajištěno chlazení, není jasné, ale výstavba jezera podobnému tomu, jaké má Černobylská jaderná elektrárna, je nepravděpodobná. Pravděpodobnější varianta je výstavba chladicích věží nebo otevřeného chlazení přímo z řeky, kdy nejsou používány chladicí věže a objem vody přijatý z řeky je také bez kontaminace ohřátý vrácen zpět.

### Projekt
Existuje několik zdrojů, které popisují, jaké měla mít elektrárna technické vlastnosti. První možná varianta byly reaktory RBMK-1500 o hrubém výkonu 1500 MW a čistém výkonu 1380 MW. Pokud by došlo k výstavbě těchto reaktorů, byly by nejspíše postaveny čtyři bloky.
Druhou variantou byla výstavba čtyř tlakovodních reaktorů VVER-1000 dále nespecifikovaného typu, pravděpodobně však V320. Výkon těchto bloků je 1000 MW hrubých a 950 MW čistých.

### Černobylská havárie
Když došlo 26. dubna 1986 k havárii na čtvrtém bloku elektrárny Černobyl, nebylo zcela jasné, jestli bude ekonomicky a ekologicky vůbec vhodné elektrárnu i nadále provozovat, natož dokončovat pátý a šestý blok. Jelikož však stále existoval požadavek na 9 až 10 GW, tehdejší provozovatel elektrárny, PO Kombinat, učinil následující rozhodnutí; dokončit v budoucnu pátý a šestý blok a připravit výstavbu druhé jaderné elektrárny. Dne 21. listopadu 1987 bylo rozhodnuto na pátý a šestý blok umístit ocelové desky, které je měly chránit před kontaminovaným prachem. Původně bylo plánováno nechat stavbu zastavenou do roku 1990 a posléze podat finální rozhodnutí o budoucnosti bloků. V roce 1989 však došlo k odpovídajícímu rozhodnutí dokončit pouze tři reaktory RBMK, které byly nejblíže k dokončení; Smolensk-3, Kursk-5 a Ignalina-3. To znamenalo, že bloky 5 a 6 byly z těchto plánů odstraněny. Další problém byl, že bloky 5 a 6 potřebovaly ke svému provozu dvě chladicí věže (po havárii, kdy se výkon elektrárny snížil na 3000 MW, minimálně blok 6 potřeboval chladicí věž). Vzhledem k tomu, že voda v chladicí nádrži byla silně kontaminována, chladicí věže by kontaminovanou páru roznesly do širokého okolí.
V letech 1990 až 1993 existovalo na Ukrajině platné moratorium na výstavbu nových jaderných elektráren, což výstavbu Černobylské jaderné elektrárny II neumožnilo. Po zrušení moratoria v roce 1993 bylo prioritou dokončit jiné, již existující elektrárny, navíc si země procházela hlubokou ekonomickou krizí, která výstavbu vylučovala.
Výstavba jaderné elektrárny je však dnes stále možná, protože na místě je v provozu 750 kV rozvaděč, který tam zůstane defakto napořád, tudíž je možné připojit novou elektrárnu. Vzhledem k povaze lokality (ačkoliv je provoz nové elektrárny v Černobylské zóně naprosto bezpečný a možný) a ekonomickým výkonům země je však nepravděpodobné, že by se v blízké budoucnosti měla elektrárna postavit.

## Informace o reaktorech

### V případě VVER-1000
| Reaktor       | Typ reaktoru | Výkon  | Výkon   | Zahájení výstavby                      | Připojení k síti                       | Uvedení do provozu                     | Uzavření |
| Reaktor       | Typ reaktoru | Čistý  | Hrubý   | Zahájení výstavby                      | Připojení k síti                       | Uvedení do provozu                     | Uzavření |
| ------------- | ------------ | ------ | ------- | -------------------------------------- | -------------------------------------- | -------------------------------------- | -------- |
| Černobyl II-1 | VVER-1000    | 950 MW | 1000 MW | Plánovaná výstavba zrušena v roce 1986 | Plánovaná výstavba zrušena v roce 1986 | Plánovaná výstavba zrušena v roce 1986 |          |
| Černobyl II-2 | VVER-1000    | 950 MW | 1000 MW | Plánovaná výstavba zrušena v roce 1986 | Plánovaná výstavba zrušena v roce 1986 | Plánovaná výstavba zrušena v roce 1986 |          |
| Černobyl II-3 | VVER-1000    | 950 MW | 1000 MW | Plánovaná výstavba zrušena v roce 1986 | Plánovaná výstavba zrušena v roce 1986 | Plánovaná výstavba zrušena v roce 1986 |          |
| Černobyl II-4 | VVER-1000    | 950 MW | 1000 MW | Plánovaná výstavba zrušena v roce 1986 | Plánovaná výstavba zrušena v roce 1986 | Plánovaná výstavba zrušena v roce 1986 |          |

### V případě RBMK-1500
| Reaktor       | Typ reaktoru | Výkon   | Výkon   | Zahájení výstavby                      | Připojení k síti                       | Uvedení do provozu                     | Uzavření |
| Reaktor       | Typ reaktoru | Čistý   | Hrubý   | Zahájení výstavby                      | Připojení k síti                       | Uvedení do provozu                     | Uzavření |
| ------------- | ------------ | ------- | ------- | -------------------------------------- | -------------------------------------- | -------------------------------------- | -------- |
| Černobyl II-1 | RBMK-1500    | 1380 MW | 1500 MW | Plánovaná výstavba zrušena v roce 1986 | Plánovaná výstavba zrušena v roce 1986 | Plánovaná výstavba zrušena v roce 1986 |          |
| Černobyl II-2 | RBMK-1500    | 1380 MW | 1500 MW | Plánovaná výstavba zrušena v roce 1986 | Plánovaná výstavba zrušena v roce 1986 | Plánovaná výstavba zrušena v roce 1986 |          |
| Černobyl II-3 | RBMK-1500    | 1380 MW | 1500 MW | Plánovaná výstavba zrušena v roce 1986 | Plánovaná výstavba zrušena v roce 1986 | Plánovaná výstavba zrušena v roce 1986 |          |
| Černobyl II-4 | RBMK-1500    | 1380 MW | 1500 MW | Plánovaná výstavba zrušena v roce 1986 | Plánovaná výstavba zrušena v roce 1986 | Plánovaná výstavba zrušena v roce 1986 |          |